# Habsheim
Habsheim là một xã ở tỉnh Haut-Rhin trong vùng Grand Est ở đông bắc Pháp. Xã này có diện tích 15,63 km², dân số năm 1999 là 4767 người. Khu vực này có độ cao 240 mét trên mực nước biển.